# Etmopterus splendidus
Etmopterus splendidus es una especie de pez de la familia Dalatiidae en el orden de los Squaliformes.

## Morfología
Los machos pueden alcanzar 30 cm de longitud total.

## Alimentación
Come calamares.

## Reproducción
Es ovovivíparo.

## Hábitat
Es un pez de mar y de aguas subtropicales que vive entre 120-210 m de profundidad.

## Distribución geográfica
Se encuentra en el Japón, Taiwán e  Java (Indonesia ).